# Chinese Democracy (chanson)
 (octobre 2017).
Si vous disposez d'ouvrages ou d'articles de référence ou si vous connaissez des sites web de qualité traitant du thème abordé ici, merci de compléter l'article en donnant les références utiles à sa vérifiabilité et en les liant à la section « Notes et références ».
Chinese Democracy est une chanson de l'album Chinese Democracy de Guns N' Roses sorti en 2008.